# Julien Delbecque

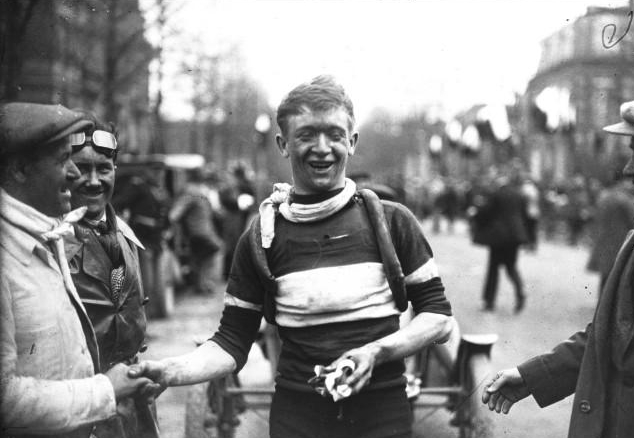
Julien Delbecque nach seinem Sieg bei Paris–Roubaix 1926

Julien Delbecque (* 1. September 1903 in Harelbeke; † 22. Oktober 1977 in Kortrijk) war ein belgischer Radrennfahrer.
Julien Delbecque war Profi-Radrennfahrer von 1924 bis 1933. Die größten Erfolge seiner Laufbahn waren die Siege bei zwei Radsport-Klassikern: 1925 gewann er die Flandern-Rundfahrt und 1926 Paris–Roubaix. 1925 gewann er Paris–Longwy. Zudem gewann er 1926 den Circuit de Champagne, wurde Dritter bei Brüssel-Paris und Zweiter bei Bordeaux–Paris. Zweimal, 1926 und 1927, wurde er belgischer Vize-Meister im Straßenrennen. 1928 belegte er bei der Belgien-Rundfahrt Platz zwei und bei Rund um Köln Platz drei.
Einmal, 1929, startete Delbecque bei der Tour de France, gab aber nach der 14. Etappe auf. Er nahm auch an fünf Sechstagerennen teil, bei denen er 1924 zwei dritte Plätze belegte. Sein Spitzname war Potter (Geizkragen), weil er als äußerst sparsam galt.